# Мота
Мота (англ. Mota) — остров в островной группе Банкс (архипелаг Новые Гебриды) в Тихом океане. Принадлежит Республике Вануату и входит в состав провинции Торба. На острове также находится одноименный вулкан.

## География

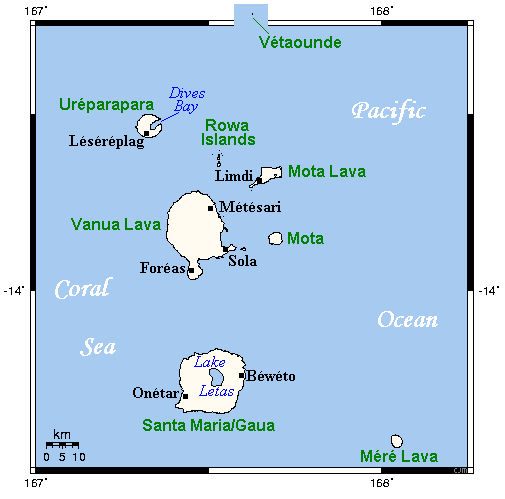
Карта островов Банкс

Остров Мота расположен в северной части архипелага Новые Гебриды в островной группе Банкс. Омывается водами Тихого океана. Находится недалеко от островов Вануа-Лава и Мота-Лава (примерно в 10,5 км). Ближайший материк, Австралия, расположен примерно в 1300 км.
Остров Мота представляет собой вулканический пик с отвесными скалами. По форме напоминает шляпу. Диаметр острова составляет около 4 км. Высота вулкана Таве достигает 411 м. Площадь Мота составляет 9,5 км².
Климат на острове влажный тропический. Среднегодовое количество осадков превышает 3500 мм. Мота подвержен частым землетрясениям и циклонам.

## История
Острова Вануату были заселены примерно 2000 лет назад в ходе миграции населения через Соломоновы острова из северо-западной части Тихого океана и Папуа — Новой Гвинеи. Колонизация островов осуществлялась в ходе длительных морских плаваний на больших каноэ, которые могли вместить до 200 человек. С собой путешественники также брали некоторых полезных животных, семена сельскохозяйственных растений, которые впоследствии стали разводиться на новых землях.
Первые христианские миссионеры появились на Мота в XIX веке. Одним из наиболее известных религиозных деятелей, проживавших на острове, является Джон Кольридж Паттесон (англ. John Coleridge Patteson), англиканский миссионер, которую провёл несколько лет своей жизни в деревне Веверао. Первый меланезийский священник, отец Джордж Саравиа (англ. George Sarawia), был родом с острова Мота. Фактически, остров был первым христианизирован в Меланезии, несмотря на то, что христианская миссия на острове Анейтьюм появилась на год раньше, чем на Мота.
В марте 1906 года Мота, как и другие острова Новых Гебрид, стали совместным владением Франции и Британии, то есть архипелаг получил статус англо-французского кондоминиума.
30 июня 1980 года Новые Гебриды получили независимость от Великобритании и Франции, и остров Мота стал территорией Республики Вануату.

## Население
В 2009 году численность населения Мота составляла 683 человека. Основное занятие местных жителей — натуральное сельское хозяйство. Коренным языком островитян является меланезийский язык мота, на котором говорили и обучали в школах первые христианские миссионеры Меланезии.
На побережье Мота расположены шесть деревень: Тасмате, Веверао, Лотаван, Тукветап, Навквое и Ливоткеи.